# Meghann Fahy
Meghann Alexandra Fahy (* 25. dubna 1990 Longmeadow, Massachusetts) je americká herečka a zpěvačka. Proslavila se díky rolím Natalie Goodman ve hře Next to Normal, v roli Hannah O'Connor v telenovele One Life to Live na stanici ABC a jako Sutton Brady v seriálu Troufalky na stanici Freeform.

## Kariéra

### Televize a film
V lednu 2010 se poprvé objevila na televizních obrazovkách v roli studentky Hannah O'Connor v telenovele stanice ABC One Life to Live. Dohromady si zahrála v 81 dílech. V roce 2011 si zahrála v jednom dílu úspěšného seriálu Super drbna roli Devyn, dále hrála v televizním filmu Ztracený Valentýn, po boku Betty Whiteové. V roce 2012 hrála ambiciozní bloggerku Georgiu v televizním seriálu Politická hra. V roce 2017 získala hlavní roli v seriálu Troufalky stanice Freeform.

### Divadlo
V divadle svou první roli získala v posledním ročníku střední školy na Longmeadow High School, a to v muzikálu The Wizard of Oz, kde si zahrála hlavní roli Dorotky. Během léta 2008 se zúčastnila otevřeného castingu na roli Natelie Goodmanové v produkci hry Next to Normal, jako náhrada za Jennifer Damiano. Roli získala a s celým obsazením představila hru 27. března 2009. Naposledy se ve hře objevila 16. ledna 2011. V lednu 2012 hrála na jedno-večerním koncertním čtení Twilight: The Musical roli Belly.

## Filmografie

### Film
| Rok  | Název                | Role          | Poznámky            |
| ---- | -------------------- | ------------- | ------------------- |
| 2012 | Fifty Grades of Shay | Lila Morgan   | krátkometrážní film |
| 2015 | Burning Bodhi        | Lauren        |                     |
| 2015 | Those People         | London        |                     |
| 2015 | Standardized         | Liz           | krátkometrážní film |
| 2016 | Our Time             | Jane          |                     |
| 2016 | Případ Sloane        | Clara Thomson |                     |
| 2017 | Lily + Mara          | Mara          | krátkometrážní film |
| 2017 | The Bracket Theory   | Lucy          | krátkometrážní film |
| 2019 | w4m                  | Marley        |                     |

### Televize
| Rok       | Název                                     | Role            | Poznámky                     |
| --------- | ----------------------------------------- | --------------- | ---------------------------- |
| 2009      | Super drbna                               | Devyn           | díl: „Ztracený chlapec“      |
| 2010–2012 | One Life to Live                          | Hannah O'Connor | vedlejší role, 83 dílů       |
| 2011      | Dobrá manželka                            | Shelby Hale     | díl: „Státní záležitost“     |
| 2011      | Georgetown                                | Erica Wallace   | televizní film               |
| 2011      | Ztracený Valentýn                         | mladá Caroline  | televizní film               |
| 2012      | Necessary Roughness                       | Olivia DiFlorio | 4 díly                       |
| 2012      | Politická hra                             | Georgia Gibbons | 4 díly                       |
| 2012      | Chicago Fire                              | Nicki Rutkowski | 3 díly                       |
| 2014      | Zákon a pořádek: Útvar pro zvláštní oběti | Jenny Aschler   | díl: „Sdílené dítě“          |
| 2015      | The Jim Gaffigan Show                     | Maria           | díl: „Maria“                 |
| 2015      | Spravedlnost v krvi                       | Lacey Chambers  | díl: „Nejhorší možný scénář“ |
| 2017–2021 | Troufalky                                 | Sutton Brady    | hlavní role                  |
| 2018      | Mistr iluze                               | Alicia Davis    | díl: „The Unseen Hand“       |
| 2019      | Láska na talíři                           | Carly           | televizní film               |
| 2022      | The White Lotus                           | Daphne          |                              |

### Internet
| Rok  | Název             | Role | Poznámky                   |
| ---- | ----------------- | ---- | -------------------------- |
| 2013 | It Could Be Worse | Joy  | díl: „What's Your Secret?“ |

## Ocenění a nominace
| Rok  | Ocenění                           | Kategorie                       | Práce       | Výsledek  |
| ---- | --------------------------------- | ------------------------------- | ----------- | --------- |
| 2017 | One-Reller Short Film Competition | nejlepší herečka                | Lily + Mara | vítězství |
| 2018 | Teen Choice Awards                | nejlepší letní televizní hvězda | Troufalky   | nominace  |